# Привольное (Гуляйпольский район)
Привольное (укр. Привільне) — село,
Успеновский сельский совет,
Гуляйпольский район,
Запорожская область,
Украина.
Код КОАТУУ — 2321887506. Население по переписи 2001 года составляло 23 человека.

## Географическое положение
Село Привольное находится на правом берегу реки Янчур,
выше по течению на расстоянии в 1,5 км расположено село Павловка,
ниже по течению на расстоянии в 1 км расположено село Красногорское,
на противоположном берегу — село Успеновка.